# Броцкая, Вера Александровна
Вера Александровна Броцкая (9 февраля 1903 — 27 апреля 1962) — выдающийся советский гидробиолог, стояла у истоков отечественных морских гидробиологических исследований.

## Биография
Родилась в Москве в семье инженера, выпускника физико-математического факультета Императорского Московского университета Арона Нисоновича Броцкого (?—1913). Мать — зубной врач Минна Яковлевна (Гися-Миндля Янкелевна) Броцкая. В 1919 году, окончив школу, была принята на естественное отделение физико-математического факультета МГУ, в 1924 году окончила его по кафедре зоологии. Жила с матерью на Краснопрудной улице, д. 24, кв. 10.
С 1921 года начала работать в Плавучем Морском научном институте, на основе которого позже был создан Всесоюзный научно-исследовательский институт морского рыбного хозяйства и океанографии (ВНИРО).
Участница полярной экспедиции ПЛАВМОРНИНа на ледокольном пароходе «Малыгин» и в 11 экспедициях на парусно-моторной шхуне «Персей» в Северном Ледовитом Океане и в Белом, Баренцевом и Карском морях. Полтора года по совместительству она была ассистентом в Московском университете.
В 1930-е годы начала работать в экспедициях на Каспии. В 1934 году вышла замуж и переeхала в Баку. В 1936—1938 годах заведовала лабораторией биологии моря Азербайджанской научной рыбохозяйственной станции ВНИРО.
В 1938 году Броцкой присвоена степень кандидата биологических наук, и она была зачислена ассистентом на кафедру зоологии и сравнительной анатомии беспозвоночных МГУ. С 1943 года утверждена доцентом той же кафедры. Была начальником Комплексной беломорской экспедиции в 1946—1948 годах на базе Кандалакшского заповедника, начиная с 1952 года — на ББС МГУ. Секретарь кафедры зоологии беспозвоночных, руководитель кафедрального научного коллоквиума. В начале Великой Отечественной войны эвакуирована как сотрудник университета вместе с детьми в Ашхабад, в Ташкенте снята с поезда с тяжелым брюшным тифом. После переезда эвакуированного МГУ в Свердловск, кроме работы на кафедре, была заместителем декана биологического факультета и ученым секретарем Института зоологии.
В ведении Броцкой была организация педагогической работы на кафедре. В течение многих лет она руководила научным коллоквиумом кафедры и научным студенческим кружком, куда приглашались с докладами зоологи и гидробиологи из разных институтов. В 1954 году при переезде в биологического факультета в новое здание на Ленинских горах организовала подготовку нового набора цветных учебных таблиц, заказанных художникам. Вела Малый практикум, читала спецкурс «Фауна моря», раздел Большого практикума по простейшим. В течение многих лет руководила морской практикой студентов третьего курса кафедры зоологии беспозвоночных. В 1960 году стала научным руководителем первой группы водолазов на ББС, помогавшей биологам изучать жизнь животных на морском дне. Будучи широким специалистом по бентосу, определила в Зоомузее МГУ коллекцию полихет, хотя систематикой этой группы не занималась.
Научные интересы Броцкой были связаны с количественными учётами донной фауны и оценкой биологической продуктивности бентоса. Она ввела в практику метод индексов наполнения кишечника, и в настоящее время используемого при изучении питания рыб. Броцкая была лидером комплексного изучению литорали Кандалакшского залива Белого моря, как модели кормовой базы промысловых птиц и рыб. Первая начала исследования так называемой мейофауны, микроскопических бентосных животных, численность которых составляет миллионы особей на каждый квадратном метре литорали.
В 1955 году подписала «Письмо трёхсот», направленное в Президиум ЦК КПСС и содержащее оценку состояния биологии и критику научных взглядов и практической деятельности Т. Д. Лысенко.
27 апреля 1962 скончалась от рака.

## Семья
- Муж — Иса Вели-оглы Тарвердиев, член ВКП(б) с 1917 г., прокурор Баку, в 1938 году, ожидая арест, отправил семью в Москву. Был арестован и осуждён на 10 лет «без права переписки»[6]
  - Дочь — Минна Исавна Тарвердиева (24 июня 1935—?)[6], выпускница кафедры ихтиологии биологического факультета МГУ (1958)[13], кандидат биологических наук (1968)[14], научный сотрудник ВНИРО, автор научных трудов и монографий[15].
  - Сын — Вели Исаевич Таривердиев (род. 28 января 1937)[6][16]
  - Дочь — Тамара Исаевна Таривердиева (род. 1938), выпускница кафедры палеонтологии геологического факультета МГУ (1965[6][17])

## Таксоны, описанные Броцкой
- Cervinia brevipes Brotskaya, 1963
- Cervinia tenuicauda Brotskaya, 1963
- Cerviniopsis acutirostris Brotskaya, 1963
- Cerviniopsis curviseta Brotskaya, 1963
- Cerviniopsis obtusirostris Brotskaya, 1963
- Cerviniopsinae Brotskaya, 1963
- Expansicervinia tenuiseta (Brotskaya, 1963)
- Herdmaniopsis abyssicola Brotskaya, 1963
- Herdmaniopsis Brotskaya, 1963
- Paracerviniella Brotskaya, 1963
- Paracerviniella denticulata Brotskaya, 1963
- Pontostratiotes scotti Brotskaya, 1959
- Pontostratiotes horrida Brotskaya, 1959

## Основные научные труды
- Броцкая В. А. Материалы по количественному учёту донной фауны Стурфиорда (Восточный Шпицберген) // Труды ВНИИ морского рыбного хозяйства и океанографии. — 1930. — Т. 4, № 3. — С. 47—62.
- Броцкая В. А., Зенкевич Л. А. Биологическая продуктивность морских водоёмов: основные понятия, обусловливающие факторы расчленения // Зоологический журнал : журнал. — 1936. — Т. 15, № 1. — С. 13—24. — ISSN 0044-5134.
- Зенкевич Л. А., Броцкая В. А. Материалы по экологии руководящих форм бентоса Баренцева моря // Ученые записки МГУ. Зоология. — 1937. — Вып. 13. — С. 203—226.
- Броцкая В. А., Зенкевич Л. А. Количественный учёт донной фауны Баренцева моря // Труды ВНИИ морского рыбного хозяйства и океанографии. — 1939. — Т. 4. — С. 5—126.
- Броцкая В. А. Материалы по количественному учету донной фауны Струрфиорда (Восточный Шпицберген) // Труды ВНИРО. — 1939. — Т. 4. — С. 47—62.
- Броцкая В. А. Инструкция для сборов и обработки материалов по питанию бентосоядных рыб. — М.. — Пищепромиздат, 1939. — 54 с.
- Броцкая В. А., Неценгевич М. Р. Распространение Mytillaster linneatus в Каспийском море // Зоологический журнал : журнал. — 1941. — Т. 20, № 1. — С. 79—99. — ISSN 0044-5134.
- Броцкая В. А. Микробентос литорали Белого моря // Труды Всесоюзного гидробиологического о-ва. — 1951. — Т. 3. — С. 179—193.
- Броцкая В. А. Глубоководные Harpacticoida. Сообщение I. Ревизия рода Pontostratiotes Brady, 1833 // Зоологический журнал : журнал. — 1959. — Т. 38, № 12. — С. 1785—1789. — ISSN 0044-5134.
- Бокова Е. Н., Броцкая В. А., Желтенкова М. В. и др. Инструкция по сбору и обработке материала по исследованию питания планктоядных и бентосоядных рыб и их молоди. — М.: Знание, 1960. — 90 с.
- Броцкая В. А. Материалы к фауне Harpacticoida (Crustacea, Copepoda) Великой Салмы и прилегающих участков Белого моря // Труды Беломорской биологической станции МГУ : журнал. — 1962. — Т. 1. — С. 109—129.
- Броцкая В. А. Обзор семейства Cerviniidae (Crustacea, Copepoda) // Зоологический журнал : журнал. — 1963. — Т. 42, № 12. — С. 1785—1803. — ISSN 0044-5134.